# Somersby (sidro)
Somersby è una marca di sidro danese prodotta dalla Carlsberg.

## Storia
Il brand è stato fondato nel 2008,  con l'intento da parte del birrificio di importare la tradizione del sidro in Danimarca. Dopo pochi mesi il successo del marchio ha portato la Carlsberg ad esportare il prodotto il oltre 46 paesi, inclusi USA, Canada, Australia e Russia e diventando rapidamente uno dei dieci maggiori produttori di sidro al mondo.

## Varianti
Oltre al sidro di mela tradizionale l'azienda produce anche sidro a base di pera, mora, mirtillo, cedro, anguria, e mango.